# 1887
1887. је била проста година.

## Догађаји

### Јун
- 23. јун — Основан је Национални парк Банф, први национални парк у Канади.

### Јул
- 13. јул — у Београду започела званична метеоролошка мерења и осматрања на Провизорној опсерваторији.

## Рођења

### Јануар
- 1. јануар — Вилхелм Канарис, немачки адмирал и обавештајац
- 24. јануар — Жанка Стокић, српска глумица. (†1947)
- 26. јануар — Франсоа Фабе, луксембуршки бициклиста. (†1915).

### Април
- 30. април — Алфонсо Калцолари, италијански бициклиста. (†1983)

### Јул
- 18. јул - Видкун Квислинг, норвешки политичар

### Август
- 12. август — Ервин Шредингер, аустријски физичар. (†1961)
- 26. август — Ђорђе П. Карађорђевић, принц Југославије. († 1972)

### Септембар
- 13. септембар — Ладислав Ружичка, швајцарски хемичар. (†1976)

### Октобар
- 24. октобар — Октав Лапиз, француски бициклиста. (†1917).

### Новембар
- 23. новембар — Хенри Мозли, енглески физичар. († 1915)
- 24. новембар — Ерих фон Манштајн, немачки фелдмаршал

### Децембар
- 13. децембар — Ђерђ Поја, мађарски математичар. († 1985)

## Смрти

### Јун
- 24. јун — Филипо Филипи, италијански музички критичар. (*1830)

### Јул
- 14. јул — Алфред Круп, немачки индустријалац и произвођач оружја.

### Август
- 2. новембар — Алфред Домет, енглески песник, новозеландски политичар (* 1811)